# Hesperapis ilicifoliae
Hesperapis ilicifoliae là một loài ong trong họ Melittidae. Loài này được Cockerell miêu tả khoa học đầu tiên năm 1910.